# ویلیام کی. سباستین
ویلیام کینگ سباستین (به انگلیسی: William King Sebastian) سناتور سابق عضو حزب دموکرات ایالات متحده آمریکا بود. وی در سال ۱۸۴۸ تا ۱۸۶۱ میلادی سناتور ایالت آرکانزاس در سنای ایالات متحده آمریکا بود.